# Som folk är värst
Som folk är värst (franska: Les Casse-pieds) är en fransk komedifilm från 1948 i regi av Jean Dréville.

## Utmärkelser
Filmen vann Louis Delluc-priset 1948.

## Rollista i urval
- Noël-Noël - berättaren
- Bernard Blier - Bernard
- Jean Tissier - Jean
- Henri Crémieux - Henri
- Marguerite Deval - Marguerite
- René Blancard - Thomas
- Pierre Destailles - gasarbetaren
- Paul Frankeur- Jokern
- Georges Questau - postiljonen
- Jacques Mattler - industrimannen
- Charles Vissières - speakern
- Aline André - hustrun
- La Houppa - gatflickan
- Madeleine Barbulée- sångerskan